# Piotr Kaniš
Piotr Kaniš (cz. Petr Kaniš; ur. ?, zm. w kwietniu 1421 w Klokotach k. Tabora) – czeski duchowny i teolog protestancki. Jedna z czołowych postaci ruchu czeskich pikardów i adamitów. 

## Życiorys
Początkowo był bliskim współpracownikiem Marcina Húski w Taborze. Nie wiadomo wiele o jego działalności, pozostały jednak świadectwa mówiące o tym, że wierni nazywali Kaniša „Synem Bożym”.
W kwietniu 1421 wraz z grupą adamitów, którym przewodził, został zamordowany we wsi Klokoty (dzisiaj część miasta Tabor) przez wojska dowodzone przez Jana Žižkę.